# Huhtasaari (ö i Mellersta Finland)
Huhtasaari är en ö i Finland. Den ligger i sjön Iso Säynjärvi och i kommunen Joutsa i den ekonomiska regionen  Joutsa ekonomiska region  och landskapet Mellersta Finland, i den södra delen av landet, 190 km norr om huvudstaden Helsingfors. Öns area är 9,2 hektar och dess största längd är 0,9 kilometer i nord-sydlig riktning.